# Hipoclides
Hipoclides (griego Ἱπποκλείδης) fue un noble ateniense. Era hijo de Tisandro, de la familia de los Filaidas y hermano de Cípselo, que fue el padre de Millcíades I. En 566 -565 a. C. fue arconte epónimo.

## Biografía
Cuando era joven compitió por la mano de Agarista, la hija de Clístenes, el tirano de Sición. Al final de las competiciones, únicamente quedaron Hipoclides y Megacles II. Según Heródoto, Hipoclides se emborrachó durante un simposio con Clístenes y comenzó a actuar de manera extravagante, bailando sobre una mesa unas cabriolas laconias (que imitaban marchas militares) y luego otras de origen ático, y al final comenzó a danzar con la cabeza apoyada sobre la mesa y las piernas al vuelo en armonía con la música de flauta. Furioso, Clístenes le informó de que, por semejante actuación, había perdido su casamiento (un juego de palabras en griego, ya que la cita original era "...dejaste de bailar la boda", que equivale a "...perdiste, bailando, la boda"). Hipoclides, sin embargo, replicó que aquello le traía sin cuidado (οὐ φροντὶς 'Ιπποκλείδῃ, vagamente "a Hipoclides no le importa", en tercera persona), frase que se convertiría en una expresión común en el mundo griego.
Años después, durante su mandato como arconte, levantó la estatua de Atenea Promacos en Atenas para el festival de las Panateneas.

## Legado
T.E. Lawrence tenía la frase οὐ φροντίς ("no le importa") inscrita en su puerta.